# فولکر اولریش
فولکر اولریش (انگلیسی: Volker Ullrich؛ زادهٔ ۲۱ ژوئن ۱۹۴۳) روزنامه‌نگار، مورخ، و نویسنده غیر داستانی اهل آلمان است.